# مسجد خیرکی
مسجد خِیرَکی، از مساجد دوره تغلقیه است که در شمال شهر دهلی در کشور هند واقع شده‌است.

## تاریخچه
گفته شده است که این مسجد را خان جهان جانان شاه (وزیر فیروز شاه تغلق) بنا کرده‌است؛ اما برای این ادعا، دلیلی تاریخی اقامه نشده است. گذر زمان به این مسجد، آسیب‌های فراوانی را زده است. از جمله این آسیب‌ها، فروریختن برخی گنبدهای مسجد است. از همین رو سازمان میراث فرهنگی هند (INTACH)، این بنای تاریخی را به عنوان درجه برتر (A) دسته بندی کرده‌است. برای حفظ این بنا، ترمیم‌ها و اقداماتی صورت گرفته است.

## بنا
این مسجد در دو طبقه و از سنگ و پوشش گچ، ساخته شده است. با گذر زمان گچ های این ساختمان رو به تیرگی گذاشت و نمای سفید ساختمان از بین رفت. این بنا مربع شکل، با طرح چلیپایی است. ضلع این ساختمان به طول ۵۲ متر است و دارای چهار صحن مجزا در وسط ساختمان است. وظیفه این صحن‌ها، منبعی برای نور است و فضایی را برای تهویه هوا فراهم می‌نماید. در این بنا و در هر چهارگوشه ساختمان، یک مناره گنبددار به ارتفاع ۴۵ متر بنا شده است. بنای مسجد در وسط سه ضلع شمالی قرار گرفته است و دارای یک ورودی بزرگ است. ورودی این مسجد پلکان دارد. این مسجد بر روی یک طبقه زیرین بنا شده است که نام آن طبقه زیرین، ته خانه گفته می‌شود. این بنای زیرین بابت شکوهمندی و ایجاد فضای خنک در تابستان تهیه شده است. این طبقه زیرزمین محلی برای استراحت نمازگزاران و کارکردی به عنوان کارگاه داشته است. طاق‌های سقف مسجد، بر روی ۱۸۰ ستون مدور و ۶۰ ستون چهارگوش بنا شده است. سقف مسجد دارای ۸۱ گنبد کوچک است و مجموعاً ۸۵ گنبد را شامل می‌شود. دیواره‌های مسجد، از سنگ‌های تراشیده ساخته شده است و از بیرون با گچ بری تزئین شده است. این بنا یکی از بهترین ترکیبات معماری تاریخ سلطنتی در هند محسوب می‌شود.

## نگارخانه

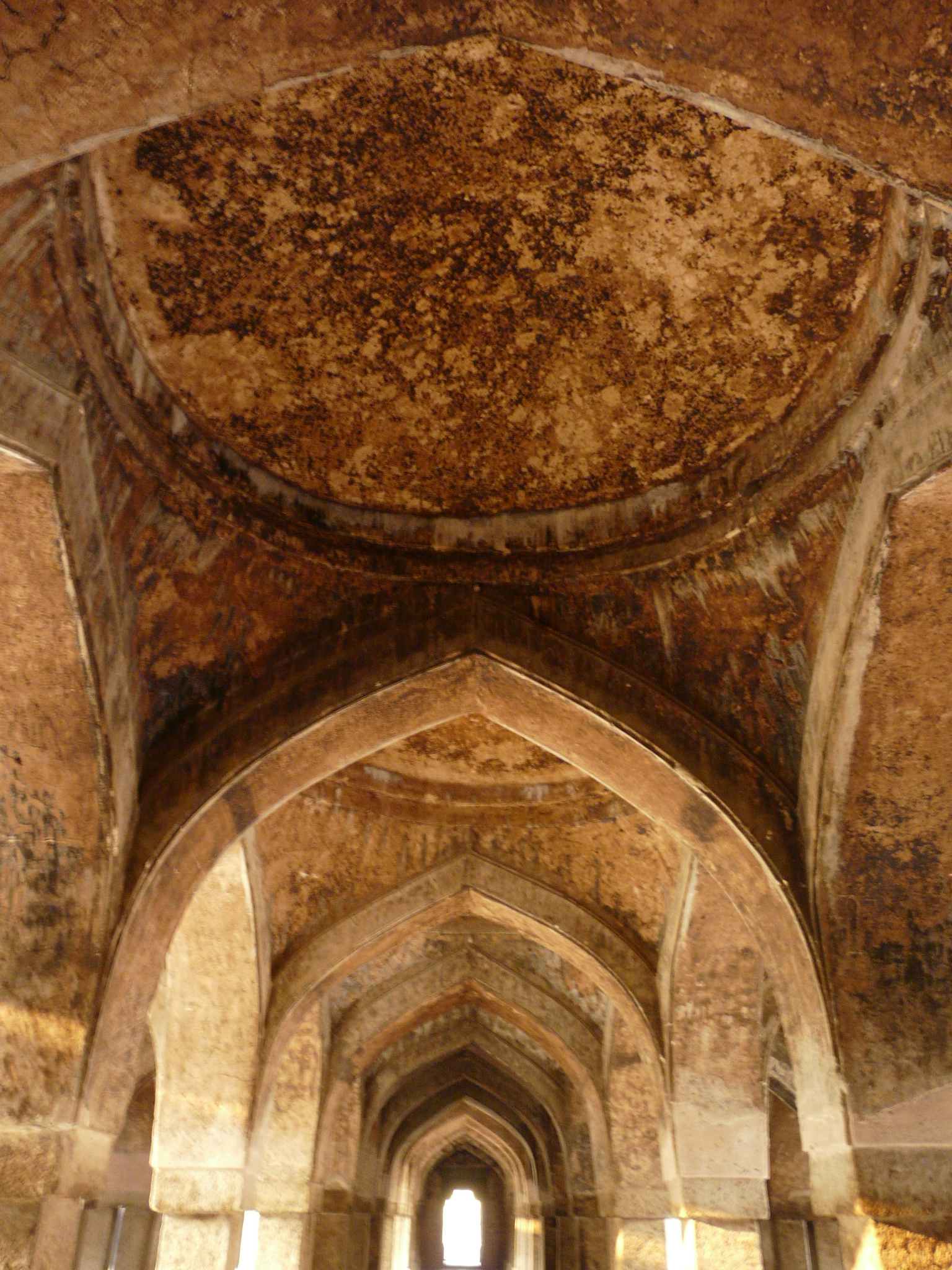
نمایی از سقف مسجد
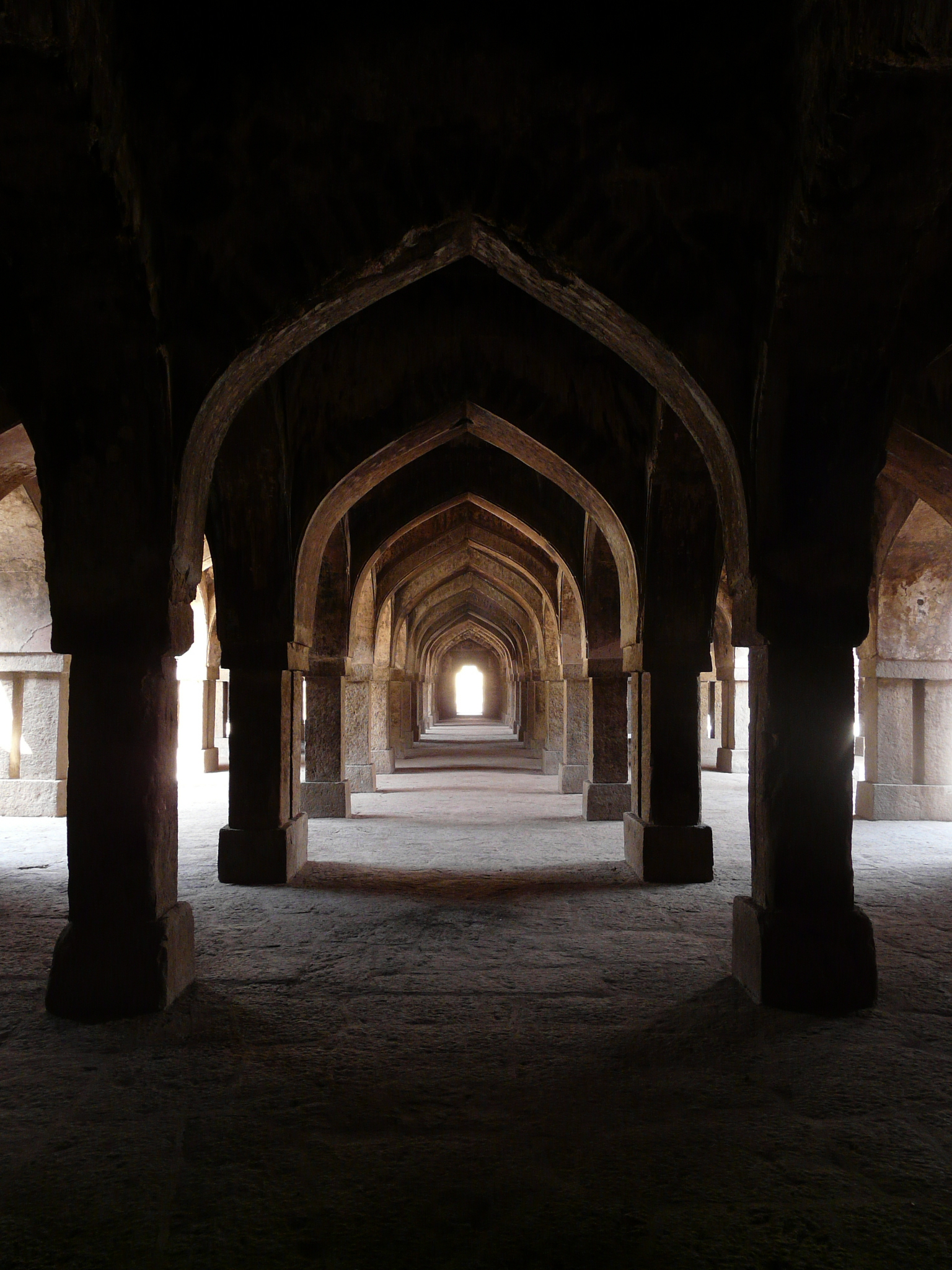
صحن مرکزی مسجد
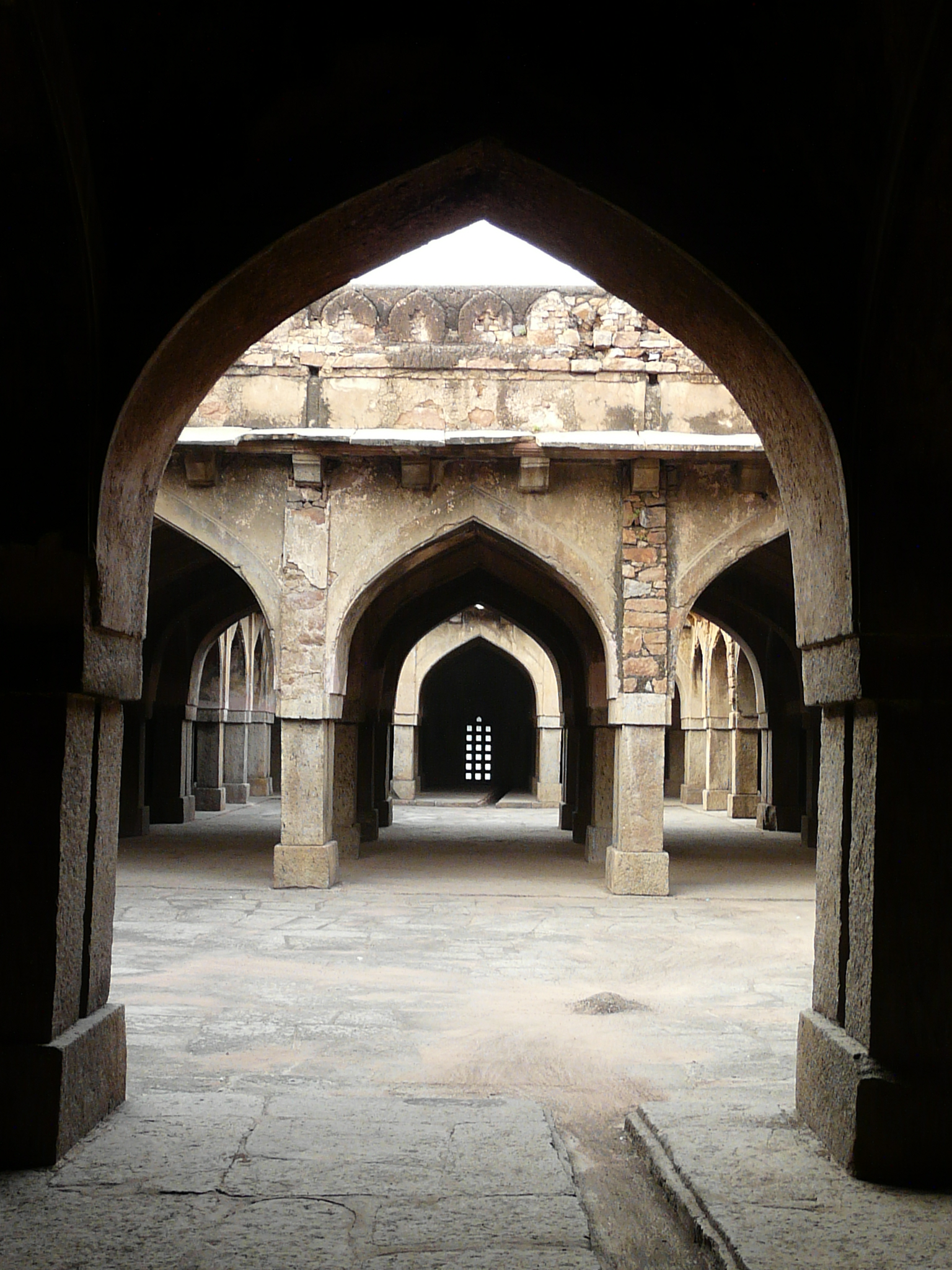
حیاط و صحن‌های خارجی
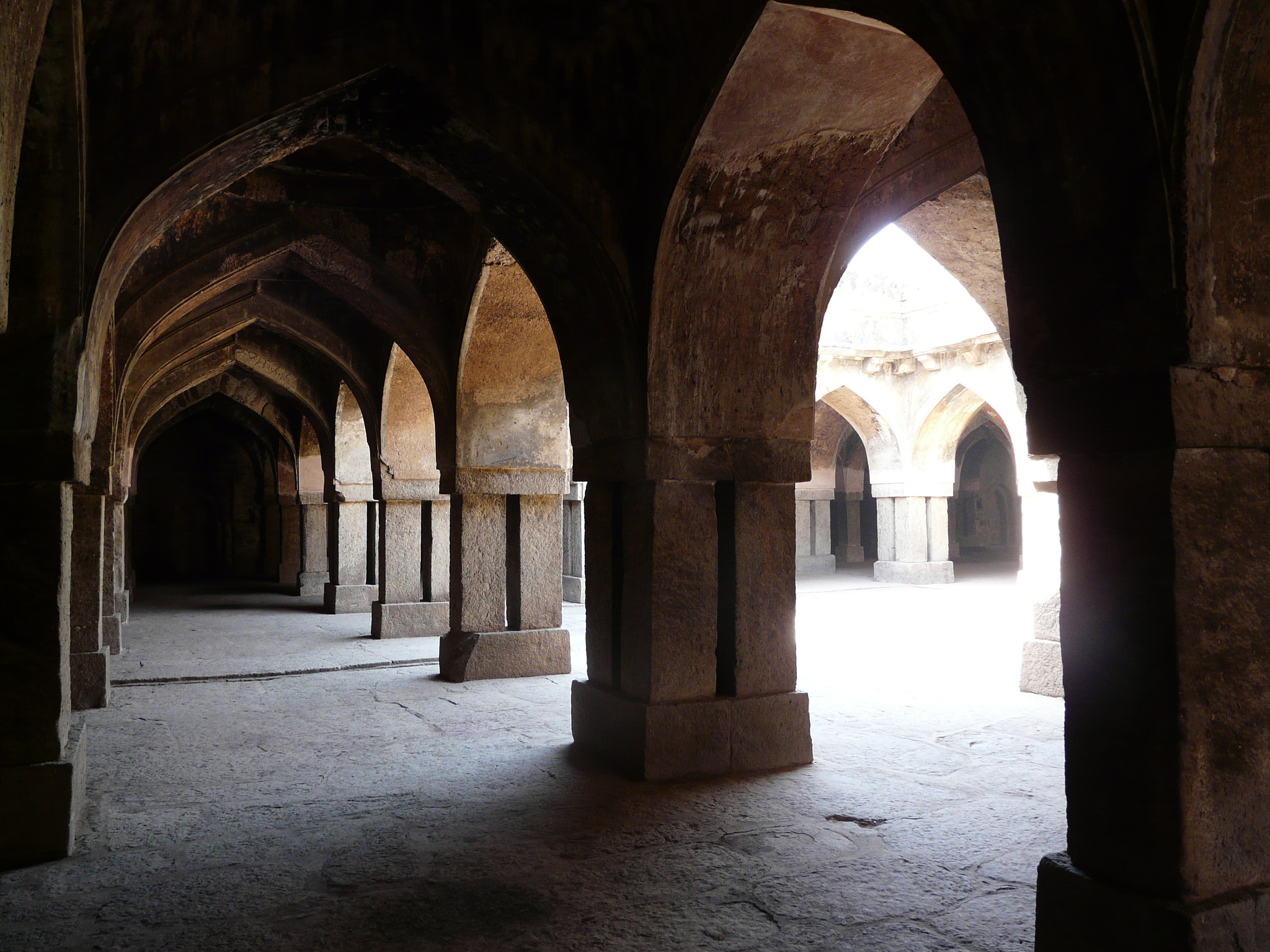
اطراف صحن‌های خارجی
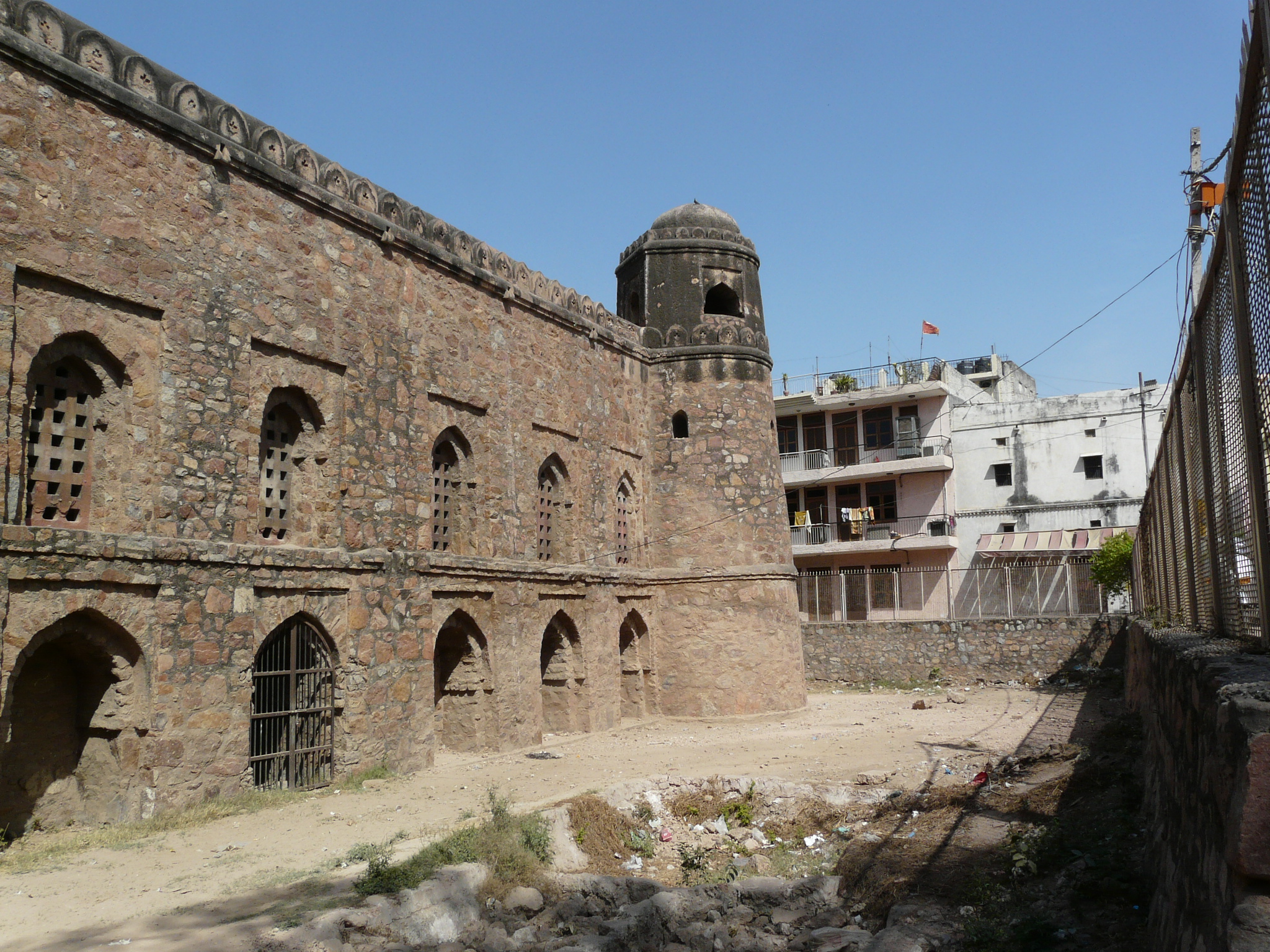
نمایی از جنوبِ شرقی مسجد با پس زمینه‌ای از منطقه مسکونی روستای خیرکی